# Aéroport international Prince Mohammad Bin Abdulaziz
L’aéroport international Prince Mohammad Bin Abdulaziz (en anglais Prince Mohammad Bin Abdulaziz Airport en arabe مطار الأمير محمد بن عبد العزيز الدولي) (code IATA : MED • code OACI : OEMA) est un aéroport saoudien situé au nord-est de Médine.
Inauguré en 1974, c'est le quatrième aéroport saoudien par le nombre de ses passagers qui a atteint 1 592 000 personnes en 2004 dont 378 715 pèlerins venus faire le Hajj. Le nombre de vols journaliers qui oscillent autour de 25-30, triple chaque année pendant la période du pèlerinage et durant les vacances scolaires. 

## Situation
L'aéroport se trouve à douzaine de kilomètres au nord-est du centre-ville de Médine et de Masjid al-Nabawi (« la mosquée du Prophète »).

## Statistiques
Pour des raisons techniques, il est temporairement impossible d'afficher le graphique qui aurait dû être présenté ici.

Voir la requête brute et les sources sur Wikidata.

## Incident et accident
- Le 5 janvier 2014, un Boeing 767-300, a dû faire un atterrissage d'urgence en raison d'une panne au niveau du train d'atterrissage. Avec 299 passagers à bord, le vol SV2841, reliait la ville de Machhad en Iran avec La ville de Médine. Lors de l'évacuation des passagers par toboggans, 29 voyageurs ont été blessés et 11 transportés à l'hôpital[1].

## Compagnies aériennes et destinations
| Compagnies                      | Destinations |
| ------------------------------- | --- |
| AirAsia X                       | Charter : Kuala Lumpur |
| Air Arabia                      | Charjah |
| Air China                       | Hajj: Pékin-Capitale, Lanzhou, Yinchuan Hedong |
| Air India                       | Hajj: Delhi-Indira Gandhi, Srinagar, Calcutta-N. S. C. Bose, Kozhikode-Calicut |
| AtlasGlobal                     | Istanbul |
| Biman Bangladesh Airlines       | Hajj: Dacca-Shah Jalal , Chittagong |
| China Southern Airlines         | Hajj: Ürümqi-Diwopu |
| EgyptAir                        | Borg El Arab, Le Caire En saison : Charm el-Cheikh" |
| Emirates                        | Dubaï |
| Etihad Airways                  | Abou Dabi |
| Ethiopian Airlines              | Addis-Abeba Bole |
| flydubai                        | Dubaï |
| Flynas                          | Alger-Houari-Boumédiène, Dakar-B. Diagne, Dubaï, Djeddah - Roi-Abdelaziz, Khartoum, Koweït, Riyad-roi Khaled, Charjah |
| Garuda Indonesia                | Djakarta-S.-Hatta En saison : Banda Aceh-Sultan-Iskandar-Muda, Solo-Adisumarmo, Surabaya-Juanda Hajj: Medan-Kualanamu |
| Gulf Air                        | Manama-Bahreïn |
| Iran Air                        | Hajj: Ardabil (en), Bandar Abbas, Bouchehr, Hamadan, Ispahan-S. Beheshti, Djeddah - Roi-Abdelaziz, Kerman, Kermanchah, Sārī-Dasht é Naz, Téhéran-Imam-Khomeini, Ourmieh, Yazd-Shahid Sadoughi, Zanjan (en) |
| Iraqi Airways                   | Hajj: Bagdad |
| Kuwait Airways                  | Koweït |
| Lion Air                        | En saison : Padang-Tabing[1], Pekanbaru (Simpang Tiga)[1], Surabaya-Juanda |
| Malaysia Airlines               | Kuala Lumpur Hajj: Alor Setar-Sultan A. Halim, Johor Bahru-Senai, Kuala Terengganu, Penang" |
| Middle East Airlines            | Hajj: Beyrouth-Rafic Hariri |
| Nesma Airlines                  | Haïl |
| Oman Air                        | Mascate |
| Pakistan International Airlines | Faisalabad, Islamabad-Benazir Bhutto, Karachi-Jinnah, Lahore-Allama Iqbal, Multan |
| Qeshm Airlines                  | Hajj: Téhéran-Imam-Khomeini |
| Royal Air Maroc                 | Casablanca-Mohammed-V, Djeddah - Roi-Abdelaziz En saison : Agadir-Al Massira, Fès-Saïss, Marrakech-Ménara, Oujda-Les Angades, Rabat-Salé, Tanger" |
| Royal Jordanian                 | Amman-Reine-Alia |
| Salam Air                       | Mascate |
| Saudia                          | Abha, Abou Dabi, Alger-Houari-Boumédiène, Borg El Arab, Ankara Esenboğa, Bagdad, Le Caire, Casablanca-Mohammed-V, Dammam-roi Fahd, Dacca-Shah Jalal, Dubaï, Buraydah, Istanbul, Djakarta-S.-Hatta, Djeddah - Roi-Abdelaziz, Kuala Lumpur, Karachi-Jinnah, Koweït, Medan-Kualanamu, Mascate, Surabaya-Juanda, Tabuk En saison : Izmir-A. Menderes, Kozhikode-Calicut, Makassar-Sultan-Hasanuddin, Bombay-Chhatrapati-Shivaji, Paris-Charles de Gaulle Hajj: Ahvaz, Agadir-Al Massira, Delhi-Indira Gandhi, Fès-Saïss, Francfort, Genève-Cointrin, Khartoum, Kozhikode-Calicut, Calcutta-N. S. C. Bose, Londres-Heathrow, Marrakech-Ménara, Milan-Malpensa, Mechhed-Shahid H. Nejad, New York-John F. Kennedy, Oujda-Les Angades, Rabat-Salé, Rome Léonard-de-Vinci/Fiumicino, Tabriz, Tanger, Washington-Dulles" |
| SaudiGulf Airlines              | Dammam-roi Fahd |
| Thai Airways                    | Hajj: Bangkok-Suvarnabhumi |
| Tunisair                        | Hajj: Tunis-Carthage |
| Turkish Airlines                | Istanbul Hajj: Ankara Esenboğa, Antalya, Gaziantep-Oğuzeli, Izmir-A. Menderes" |
| UTair Aviation                  | Hajj: Magas Oskanov (en), Makhatchkala, Kazan |
| Uzbekistan Airways              | Hajj: Tachkent |

Édité le 17/06/2019